# Louis Leterrier
Louis Leterrier (n. 17 iunie 1973, Paris) este un regizor francez care a regizat printre altele primele două filme din seria Curierul, Dresat pentru a ucide (2005), Incredibilul Hulk (2008) și Înfruntarea titanilor (2010).

## Viața și cariera
Leterrier s-a născut în Paris, fiind fiul regizorului François Leterrier. A fost ghidat spre cariera artistică de către mama sa. Leterrier a fost la început bateristul unui grup de muzică înainte de a experimenta cu filme de scurtmetraj. La 18 ani, după ce a studiat arta reclamelor și a publicității, a părăsit Franța pentru a studia cinematografia la Școala de Arte Tisch de la Universitatea din New York.
În 1997, l-a asistat pe Jean-Pierre Jeunet pe platourile de filmare ale peliculei Alien: Renașterea. Întors în Franța, a lucrat pentru Luc Besson la producția reclamelor pentru Internet Club și L'Oréal precum și la filmul Joan of Arc. Leterrier mai târziu a devenit un colaborator frecvent al lui Besson - alături de Chris Nahon și Pierre Morel. A mai colaborat, ca regizor asistent secund, cu Alain Chabat la producția filmului Astérix & Obélix: Mission Cléopâtre (2002).
La sfârșitul lui 2002, Louis Leterrier a debutat regizoral cu filmul Curierul, un film de acțiune cu Jason Statham.  Deși în SUA a fost prezentat ca regizor artistic și pe Corey Yuen ca regizorul filmului, în Europa a fost menționat ca regizor și Yuen ca regizor al scenelor de acțiune.  
În 2008, ca parte a valului actual de regizori francezi angajați la Hollywood, a regizat primul său film american cu buget mare, Incredibilul Hulk. Un proiect mai recent al lui Leterrier este refacerea filmului din 1981 Înfruntarea titanilor produs de Warner Bros. Acesta a fost lansat la 2 aprilie 2010. Leterrier a menționat că ar dori să creeze o franciză Înfruntarea titanilor dacă primul film se va dovedi a fi un succes. Cu toate acestea, în iunie 2010, Jonathan Liebesman a fost numit ca regizor al continuării acestui film, lăsând în dubiu implicarea lui Leterrier într-un viitor film.

## Filmografie

### Ca regizor
- Curierul (The Transporter) (2002)
- Dresat pentru a ucide (Unleashed) (2005)
- Curierul 2 (Transporter 2) (2005)
- Incredibilul Hulk  (The Incredible Hulk) (2008)
- Înfruntarea titanilor (Clash of the Titans) (2010)
- Now You See Me: Jaful perfect (Now You See Me) (2013)
- Grimsby (2015)[5]

## Legături externe
- Louis Leterrier la Internet Movie Database
- Louis Leterrier la Allocine
- Louis Leterrier la CineMagia